# Agrigento Centrale vasútállomás
Agrigento Centrale vasútállomás egy vasútállomás Olaszországban, Szicília régióban, Agrigento megyében, Agrigento településen. Forgalma alapján az olasz vasútállomás-kategóriák közül az ezüst kategóriába tartozik.

## Vasútvonalak
Az állomást az alábbi vasútvonalak érintik:
- Palermo–Agrigento–Porto Empedocle-vasútvonal
- Catania–Agrigent-vasútvonal
- Agrigento–Naro–Licata-vasútvonal